# María Antonia Bandrés y Elósegui
María Antonia Bandrés y Elósegui (Tolosa, 6 marzo 1898 – Salamanca, 27 aprile 1919) è stata una religiosa spagnola della congregazione delle Figlie di Gesù, proclamata beata da papa Giovanni Paolo II nel 1996.

## Biografia
Nata nei Paesi Baschi da una famiglia benestante, frequentò il collegio delle figlie di Gesù a Tolosa. In seguito abbracciò la vita religiosa nella stessa congregazione ed emise i voti nel 1918.
Le sue condizioni di salute, già compromesse, si aggravarono in convento: morì in concetto di santità nel 1919.

## Il culto
La causa della santa fu introdotta l'11 maggio 1982.
Il 6 aprile 1995 papa Giovanni Paolo II ha decretato le sue "virtù eroiche" riconoscendole il titolo di venerabile.
Lo stesso pontefice l'ha proclamata beata in Piazza San Pietro a Roma il 12 maggio 1996.
Il suo elogio si legge nel Martirologio romano al 27 aprile.